# Бурнаевская мечеть
Бурна́евская мече́ть (Третья соборная, тат. Bornay məçete, Борна́й мәчете́) — мечеть в Старо-Татарской слободе (Казань) Казани, памятник татарской культовой архитектуры.
Построена в 1872 г. мусульманской общиной города по проекту архитектора П. И. Романова в формах эклектики национально-романтического направления. Возведена на средства купца М. К. Бурнаева. Минарет построен по проекту Ф. Н. Малиновского и Л. К. Хрощоновича. Кирпичное одноэтажное здание по типу однозальной мечети-джами с минаретом над входом. В оформлении фасадов использованы элементы средневековой татарской и русской архитектуры.

## История махалли
В 1799 г. неподалёку от места современной Бурнаевской мечети купец Салих Мустафин построил деревянную мечеть, которая служила храмом для шакирдов Апанаевского медресе. После смерти купца в 1831 г. мечеть перешла мусульманам, проживавшим неподалёку от неё, которые и образовали новый, третий по счету мусульманский приход в Казани.

## История мечети
С 1930-х по 1994 г. не функционировала. В настоящее время используется по назначению. Адрес: ул. Ахтямова, 7.